# نبيل طوطح
نبيل طوطح (5 أبريل 1930 - 7 يونيو 2012) هو عازف جاز فلسطيني ولد في رام الله. وكان يعزف على الكمان والبيانو منذ كان طفلاً. توفي في 2012 في يورك (بنسلفانيا) عن عمر يناهز 82 عامًا.

## سيرته الشخصية
بدأ نبيل دراسته في الصف الأول الإبتدائي عام 1941 في مدرسة حكومية في رام الله، بعد ذلك ذهب إلى مدرسة الفريندز للصبيان. ثم انتقل إلى الولايات المتحدة في عام 1944 وذهب الى جامعة تكساس للدراسة عام 1952، ودرس العلوم السياسية قبل أن يقرر العمل في الموسيقى. تولى العزف على الجيتار في عام 1953، كما كان يشارك في الخدمة العسكرية، وعزف في فرق الجيش ثم مع هامبتون هاوز وتوشيكو أكيوشي، حدثت هذه الارتباطات أثناء وجوده في اليابان، وعند عودته إلى الولايات المتحدة عام 1953-1954، كما ولعب لفترة وجيزة مع تشارلي "بيرد" باركر ثم بدأ فترات طويلة متقطعة في مجموعات صغيرة بقيادة جين كروبا وجوني سميث.
خلال الخمسينيات من القرن الماضي، لعب طوطح مع مجموعة واسعة من الفنانين بما في ذلك إيدي كوستا، تال فارلو، بوبي جاسبر، هيربي مان، زوت سيمز، جورج والينجتون وفيل وودز. خلال العقد التالي، عمل في فرق بقيادة بيني جودمان، وبوبي هاكيت، وماكس كامينسكي، ولي كونيتز، وهيزل سكوت. بالتزامن مع هذه الأنشطة، قاد طوطح أيضًا مجموعاته الصغيرة مستخدمًا مجموعة متميزة من الموسيقيين كعازفين، بما في ذلك بيبر آدامز وهوراس بارلان. وبصفته مرافقًا قويًا وموثوقًا، قام دائمًا بإخضاع دوره لاحتياجات الموسيقيين الذين يدعمهم، وبالتالي بنى سمعة عالية جدًا داخل أخوية موسيقى الجاز.

## أسطواناته
من أعماله:
- [14](Consolidated Artists Productions 103-A- Double Bass (1985
- [15](Consolidated Artists Productions CAP 928- More Double Bass (1997
- [16](1987) Laverne Walk
- [17](1987) Lush Life
- [18](1997) Only Trust Your Heart
- [19](1997) I Just Called to Say I Love you
- [20](1987) Subaru Mama
- [21](1987) I've Never Been in Love Before
- [22](1997) With Every Breath I Take
- [23](1987) My Romance
- [24](1987) My Foolish Heart
- [25](1987) Caravan
- [26](1997) Willow Weep for Me

## روابط خارجية
- نبيل طوطح على موقع ميوزك برينز (الإنجليزية)
- نبيل طوطح على موقع ديسكوغز (الإنجليزية)